# Iglesia de Santa Rosa (Rosario)
La Iglesia Santa Rosa es un templo católico de la ciudad de Rosario (Argentina), ubicada en la calle Mendoza 1351. Es depositaria de documentación eclesial de nacimientos, bautismos, casamientos y decesos.

## Orígenes
Desde 1863, a orillas de la laguna Sánchez (donde hoy está la plaza Sarmiento) funcionó una capilla en terrenos donados por Ramón Sánchez a los padres franciscanos. En 1866 pasó al Obispado y, en 1888, se transformó en parroquia. 
El actual edificio se inició en 1897, con un proyecto del constructor U. Lazzari que luego fue continuado por el ingeniero italiano A. Micheletti y fue declarado de interés patrimonial de la ciudad. Inaugurado en 1909, recién en 1924 se terminó la decoración de su interior, ejecutada por el artista Dante Veratti. Su historia es sumamente particular porque la laguna y los terrenos que la circundaban eran propiedad de Ramón Sánches cuya generosidad dio origen a esta iglesia. Para ello donó una parcela de 25 metros de frente por 54 m de fondo para que se edificara la capilla en honor a la santa de América “Santa Rosa de Lima”. Se formó una comisión de vecinos y se pidió el correspondiente permiso a las autoridades eclesiásticas. En 1850 los vecinos pidieron la autorización para la construcción de la capilla y una escuela para niños. Solicitados nuevos frailes para la creciente atención de fieles llegaron en 1893 25 frailes desde Italia, provenientes de la orden de los franciscanos. El 29 de junio se coloca y bendice la piedra fundamental para el altar mayor. Escriturada la propiedad del lote a favor de la orden franciscana de San Lorenzo el emprendimiento avanzó con lentitud por falta de fondos suficientes. Por lo tanto los frailes se trasladaban del convento de San Lorenzo a realizar los servicios. La orden compró al sr. Sánchez un terreno lindero para construcción de un hospicio y hospedaje para los frailes. El 1888 la Capilla fue convertida en iglesia parroquial y se designa su primer cura y vicario. La construcción de templo continuó en 1897 y el 30 de agosto de 1909 se bendijo el nuevo templo parroquial. 
Es un templo de tres naves pero al tener todas la misma altura, la aparente forma de bóvedas es sólo una ilusión creada por cielorrasos suspendidos y figuras simples originales y aplicación de la sección áurea, asegurando de este modo una armonía general de conjunto y donde ciertos elementos básicos como la torre tomaban el liderazgo de representación del conjunto.
El nuevo templo presentaba una planta de tres naves y por tener todas una misma altura, se aprecia como un espacio único. Modalidad que la ubica dentro de la categoría de las iglesias tipo salón. La aparente forma de bóvedas, en realidad, es una ilusión formada por cielorrasos suspendidos que se desarrollan bajo una cubierta unitaria exterior de dos aguas, con cabriadas de chapa metálicas.
El planteo fue ajustado a formas y medidas siguiendo los criterios de composición de fines del siglo XIX.

## sigloXX
Se siguieron las pautas de las academias de diseño, donde se distinguía el uso de figuras simples como modelos originales. En la fijación de los mismos se hacía uso del estudio de la sección a destacar. Se aseguraba con este procedimiento, una armonía general del conjunto, donde cada parte diseñada con la misma modalidad que el todo. El carácter de la obra, se daba a partir de la apariencia, donde ciertos elementos básicos, en este caso la torre, tomaban el liderazgo de representación del conjunto. Con el paso del tiempo se restauró la fachada, se efectuaron trabajos de pintura y se trasladó altar mayor hacia delante reemplazando al existente de madera. Se cambió el piso original del sector y se le agregó una nueva balaustrada para lograr continuidad con los materiales empleados.
A raíz del cambio litúrgico se trasladó la pila bautismal al interior del templo para lo que se desalojó uno de los altares laterales y se construyó un nuevo vitral alusivo.
- Datos: Q5912009